# Bokeem Woodbine
Bokeem „Bo” Woodbine (ur. 13 kwietnia 1973 w Harlemie) – amerykański aktor telewizyjny i filmowy.

## Życiorys
Urodził się i dorastał w Harlemie jako syn aktorki. Uczęszczał do prestiżowej Dalton School na Manhattanie. Naukę kontynuował w LaGuardia High School of Music & Art and Performing Arts w Nowym Jorku.
Stał się znany jest głównie z ról w filmach: Panther, Dead Presidents, Jason's Lyric, Crooklyn, Life, Ray i Gridlock'd. Z kolei w telewizji można było go oglądać w wielu serialach, m.in. Z Archiwum X, Rodzina Soprano, Kryminalne zagadki Miami, Fargo oraz Blade: The Series.
Woodbine rozwija obecnie swoją muzyczną karierę. Zdobył opinię utalentowanego blues-rockowego piosenkarza i muzyka. Wystąpił w wideoklipach Wu-Tang Clan, RZA, Omara Eppsa i Tupaca, a także Busta Rhymesa.

## Filmografia

### Filmy fabularne
- 1994: Crooklyn jako Richard
- 1995: Prezydencki szmal jako sierżant Cleon
- 1996: Spojrzenie mordercy jako Chopper
- 1996: Twierdza jako sierżant Crisp
- 1997: Klincz jako Mud
- 1998: Caught Up jako Daryl
- 1998: Mocne uderzenie jako Crunch
- 1998: Bohaterowie z przypadku jako Jonah
- 1999: Władca życzeń II jako Farralon
- 1999: Życie jako Can't Get Right
- 2001: 3000 mil do Graceland jako Franklin
- 2004: Ray jako David Newman
- 2005: Edmond jako więzień
- 2010: Diabeł jako strażnik
- 2012: Pamięć absolutna jako Harry
- 2013: Intruz jako Nate
- 2013: Riddick jako Moss
- 2014: Jarhead. Żołnierz piechoty morskiej jako kapral Danny Kettner
- 2017: Spider-Man: Homecoming jako Herman Schultz / Shocker #2
- 2020: Śledztwo Spensera jako Driscoll

### Seriale TV
- 1995: Z Archiwum X jako Sammom Roque
- 1997: Oblicza Nowego Jorku jako gangster
- 1999: Rodzina Soprano jako masywny geniusz
- 2002: Gliniarze bez odznak jako Super G.
- 2004: CSI: Kryminalne zagadki Miami jako Byron Middlebrook / B-Slick
- 2005: Kości jako Randall Hall
- 2006: Blade: The Series jako Steppin’ Razor
- 2007: Shark jako Willy Tarver
- 2007: Prawo i porządek: Zbrodniczy zamiar jako Gordon 'G-Man' Thomas
- 2007–2010: Ocalić Grace jako Leon Cooley
- 2011–2012: Southland jako oficer Jones
- 2015: Battle Creek jako Devin
- 2015: Chicago PD jako Derek Keyes
- 2015: Scenki z życia jako oficer Wood
- 2015: Fargo jako Mike Milligan
- 2017: Underground jako Daniel
- 2017: Snowfall jako Knees
- 2018: Unsolved jako oficer Daryn Dupree